# Prosopocera quadrisignata
Prosopocera quadrisignata es una especie de escarabajo longicornio del género Prosopocera, tribu Prosopocerini, familia Cerambycidae. Fue descrita científicamente por Chevrolat en 1855.
Se distribuye por Camerún, Costa de Marfil, Gabón, Guinea, Nigeria y República Democrática del Congo. Mide 15-21,5 milímetros de longitud. El período de vuelo ocurre en los meses de febrero y septiembre.